# Микенска цивилизация
Микенска цивилизация, също микенска култура, се нарича късният еладски период в историята на Гърция. Към средата на второто хилядолетие пр.н.е. в района на континентална Гърция се появяват и утвърждават различни самостоятелни и обособени царства с еднородно ахейско население. Управляващите ги династии са независими и имат различна по характер и сила власт.

## Предистория
Ранноеладският период от развитието на континентална Гърция е свързан с доминацията на т.нар. пеласги – название, с което са описани за първи път от Херодот. Счита се, че това е автохтонното население на балканския полуостров. В „Илиада“ Омир ги изброява заедно с няколко тракийски племена, което е причина в историографията да се говори за „трако-пеласгийска култура“. Археологическите разкопки изваждат на бял свят свидетелства за една високо развита цивилизация – рисувана и емайлирана керамика, изкусни изделия от злато, бронз и сребро. По съдовете често присъстват изображения на кораби, което доказва, че са притежавали флот и активно са участвали в презморската търговия.
Около 2000 – 1900 г. пр. Хр. тази цивилизация се намира в упадък. Причините за това остават неясни до днес. Смята се, че по това време в региона се заселват ахейски племена, които покоряват палеобалканското население. Техният произход и прародина не са известни, но е сигурно, че са носители на старогръцкия език. Доказателство за това са глинените плочки, изписани с пиктографска писменост, известна като Линеар Б, чието разчитане разкрива, че микенците са говорили на гръцки диалект, макар и с доста архаична морфология.
Средноеладският период се характеризира с отслабване на централната власт, намаляване на значението на морската търговия и значително обедняване на населението. Културата също е в упадък. Изделията са много по-прости, керамичните съдове изглеждат невзрачни в сравнение с предходния период – често са сиви и без украса. Специалистите наричат тази опростена технология минийски стил.

## История

### Зараждане
Около 1600 г. пр. Хр. настъпва нова епоха на бляскав възход на културата и градоустройството. Централната власт в отделните държави укрепва, предметите на бита говорят за икономически подем. Причините за тази забележителна промяна все още са неясни. Съществуват две теории.
Според първата е възможно то да е свързано с вътрешни реформи и промени и да не е било толкова внезапно, както се предполага, а да е завършек на един по-продължителен процес. Втората хипотеза предполага нашествие на нова група племена. Последното е добре засвидетелствано в древногръцката митология. Според нея Микена е основана от героя Персей, поставил началото на родова династия, която управлява царството дълго време. По-късно Персеидите са свалени от власт от фригиеца Пелопс, който завладява цял Пелопонес и дава името си на полуострова. Пелопс е син на митичния фригийски цар Тантал, който управлява град край планината Сипил в Мала Азия. След като наследява властта, Сипил е превзет от троянския цар Ил, а Пелопс напуска Мала Азия и с флот покорява Пелопонес. Този разказ дава основания на редица историци да смятат, че новата династия на Пелопидите има малоазийски произход, а самата микенска цивилизация във вида си от късноеладския период след 1600 г. пр. Хр. е създадена от фригийски преселници. Археологическите данни от това време са твърде оскъдни и е трудно да се прецени коя от теориите има по-голяма тежест.
Голямо влияние върху формирането на микенската цивилизация оказва и остров Крит, където процъфтява минойската цивилизация. Микена и Крит поддържат постоянни и активни търговски връзки. Ахейска Гърция заимства много от постиженията на критяните, включително и писмеността, на базата на която микенците съставят своята система Линеар Б.
Със сигурност в това ново общество има вече силна централизирана власт и ясно изразена социална диференциация. Промените се дължат до голяма степен на външната политика на Микена и разрастването на нейния търговски и военен потенциал. Значително нараства имущественото разслоение в обществото. Царят и аристокрацията увеличават съществено материалните си богатства.

### Сблъсък с минойския Крит
Ахейският свят се състои от множество отделни градове–държави, които след 1600 г. пр. Хр. обособяват собствена своеобразна култура и се намират в състояние на военен и икономически възход. Най-големите и значими от тях са Микена, Тиринт, Орхомен, Пилос, Тива, Йолк, Атина. Първоначално нито една от тях няма военния потенциал да се наложи над останалите. Смята се, че това така и не се е случило и до самия си край ахейският свят остава разделен между множество самостоятелни държави. Суверен на всяка от тях е царят – ванакс (ϝάναξ). Царствата са бюрократични монархии от тип, различен от държавите на по-късна Елада, но в много отношения подобен на съвременните им или предходните царства в Източното Средиземноморие.
Особено значима е Микена, която в „Илиада“ е наречена с епитети като „златообилна“ и „чудно сградена“ и постепенно става доста по-богата и просперираща от съседите си. Основният стълб за икономическото и политическото надмощие на Микена е морската търговия. Тук микенците се сблъскват със сериозен конкурент в лицето на минойски Крит. Критяните контролират по-голямата част от търговията по море и властват над целия егейски басейн. Много ахейски градове като Атина се намирали в политическа зависимост от тях. Спомен за това е останал в мита за Тезей, според който владетелят на Крит цар Минос взимал данък от атиняните – 7 младежи и 7 девойки, които били изпращани в двореца Лабиринт и разкъсвани от митичния минотавър. Походът на Тезей срещу Крит отразява настъпилите промени в егейския свят около 1500 г. пр. Хр., когато Крит изпада в тежка криза, причините за която все още не са известни. Предполага се, че влияние е оказало мощното изригване на вулкана Тера на остров Санторини. Около 1450 г. пр. Хр. критските градове са опожарени, най-вероятно от нашественици. Имайки предвид политическата реалност и разцвета на Ахейска Гърция, най-вероятните заподозрени са микенците.

### Разцвет
След краха на минойската цивилизация Микена се превръща във водеща военна, политическа и икономическа сила в Егейско море и Източното Средиземноморие. Експанзията на Микена е предимно в посока югоизток, като до 1300 г. пр. Хр. ахейската държава установява господството си над Цикладските острови, Додеканезите, Крит и малоазийското крайбрежие. През островите Самос, Кипър и Родос те установяват контакти и активно взаимодействат с Хетското царство и се настаняват трайно в Сирийско – палестинския хинтерланд, а на запад разпростират търговската си дейност до Южна Италия. Пиратството и нападенията по море са обичайна дейност на ахейците. Макар че се смята, че тя се контролира от Микена или поне е съгласувана с нея, по-вероятно е останалите ахейски държави също да участват в тези начинания. Редица документи на Хетското царство говорят за държавата Ахиява, която „била равна по сила на Египет, Асирия, Вавилон и Хетското царство“.

### Троянската война
Една от най-забележителните прояви на микенската морска мощ е походът срещу малоазийския град Троя (Илион), който контролира протока Дарданели (наричан от гърците Хелеспонт) и търговските пътища към Черно море и богатите на метали и руди Понтийски планини в днешна Северна Турция. Етническата и културна идентичност на троянците все още е неясна. Археологическите разкопки на едно от селищата Троя 7А показват, че между 1285 и 1275 г. пр.н.е. градът е бил превзет и разрушен след продължителна обсада.
Все още не е напълно ясно дали именно микенците са опустошили Троя или това е дело на нашественици от Мала Азия, други части на Балканите или друг съседен район. Единственото писмено свидетелство за събитието идва от епоса „Илиада“ на Омир. Подробното описание и съответствията между археологическите данни и епоса говорят, че завоевателите са ахейските гърци. Разказът на Омир разкрива, че ръководна роля в цялото начинание е имала именно Микена, чийто митичен цар Агамемнон е наречен „пръв сред ахейците“, „най-мощен сред царете“ и е предводител на похода срещу Троя. В нападението участват и много от другите ахейски държави.
Победата над Троя утвърждава Микена като единствена сила в Егейския басейн, но изглежда скоро след войната ахейският свят изпада в тежка криза, която причинява гибелта на тази цивилизация.

### Упадък
Причините за упадъка на микенската цивилизация през XII – XI в. пр. Хр. и до днес са твърде спорни в историческата наука. Възможно е морската империя на Микена да е станала твърде голяма за възможностите на ахейската държава.
Упадъкът на микенската цивилизация се свързва с нашествие на нова група племена от вътрешността на Балканите, известни като дорийци. Дълго време се е смятало, че дорийците са народ с по-слабо развита култура, но за сметка на това са познавали отлично обработката на желязо и са носители на желязната епоха в Гърция. След опустошаването на микенските градове настъпва период, наричан с названието гръцки тъмни векове. Всъщност няма данни, че дорийците са пренесли желязото на юг от Олимп, нито че унищожението на микенските центрове е било повсеместно. Някои царства като Атина имат непрекъснат живот от ахейско време през тъмните векове, чак до времето на класическа Гърция.
Все пак налице е значително движение на населението на Балканския полуостров по това време, което води до съществени демографски и културни промени в древна Елада. Смята се, че дорийското нашествие принуждава много от ахейците да напуснат Балканите и да се заселят по островите и в Мала Азия. Някои историци оспорват това становище, тъй като данни за заселване на Мала Азия има още от времето на микенската експанзия и следователно е спорно дали малоазийските гърци пристигат по малоазийското крайбрежие като завоеватели или като бегълци.
След XI в. пр. Хр. се формират 3 основни групи елински племена – дорийци, които завладяват южната и източната част на Пелопонес, Крит, Родос и южните части на малоазийското крайбрежие; йонийци, които водят потеклото си от митичния Йон, син на Елин и населяват Атика, Евбея, Цикладските острови, Хиос, Лемнос и средното малоазийско крайбрежие; еолийци – от митичния им създател Еол – в Тесалия, северозападен Пелопонес, Лесбос и малка част от северното малоазийско крайбрежие (Елея).

## Общество и религия
Много историци определят микенското общество като структурирано на базата на военните действия. Мощните крепости, защитни съоръжения и голямото количество оръжия, открити при археологически разкопки до голяма степен потвърждават това. Микенците са добре подготвени за военни походи. В бойните действия често участват както мъжете, така и жените, както личи от изображенията на жени – воини, жени, управляващи бойни колесници и оръжията, съпровождащи някои женски погребения.
За религиозния живот в Микена и ахейския пантеон се знае твърде малко. Религията на микенската цивилизация е била политеистична. На върха на пантеона стои Великата Богиня – майка, почитта към която е характерна както за ахейските гърци, така и за минойците и траките и почти всички балкански народи в древността. От разкритите глинени плочки става ясно, че ахейците са почитали някои от божествата, пред които се прекланят елините от по-късния класически период на Древна Гърция. Сред засвидетелстваните в плочките богове личи името на Посейдон – богът на морето. Възможно е в ахейския пантеон той да е имал по-скоро функциите на хтонично божество, което пораждало земетресенията, което постепенно се е превърнало и в божество на морето, когато микенците са започнали своите морски нашествия. Смята се, че са почитани и други гръцки богове като Зевс, Аполон, Хермес и Хера. В царския дворец на Микена са открити фрески, изобразяващи красиво облечени жени с дълги тъмни коси и богати накити. Най-вероятно това са жрици на някое от божествата.

## Писменост
Символите, открити по ранната керамика показват, че микенците са познавали писмеността. Около XVII в. пр. Хр. в ахейския свят започва да се налага характерната микенска писменост, известна като Линеар Б. Названието е дадено от британския археолог Артър Еванс, който разкрива две форми на писменост – Линеар А, характерен за минойски Крит и Линеар Б, типичен за Микена. Линеар Б се състои от 87 знака, които обозначават срички, а не букви. Освен това се прибягва и до често използване на идеограми. През 1952 г. археолози разкриват в Пилос плочка, на която са изобразени различни съдове, под които е изписано наименованието им на Линеар Б. Така британският архитект Майкъл Вентрис успява да разшифрова тази непозната дотогава писмена система. Оказва се, че ахейците са говорели на гръцки диалект, макар и с доста архаични черти.
Микенската писменост има архаичен характер. Линеар Б произлиза от минойската писменост Линеар А. Очевидно езикът на минойците е от съвсем различна езикова група, защото минойските знаци се оказали неподходящи за обозначаването на звуците в ахейските езици, поради което някои от тях били променени. Затова Линеар А все още не е разчетена. На микенските плочки липсват литературни произведения, каквито много археолози са очаквали да разкрият. Всички записи на Линеар Б са инвентарни списъци, данни за размера на имуществото, събрани данъци и др. От разчетеното може да се съди, че този език е твърде труден за писане на големи литературни произведения и намира своето приложение единствено за нуждите на бюрократичния апарат.

## Архитектура
Особено характерни за микенската архитектура са монументалните строежи на дворците и крепостните стени. Впечатляващ пример е микенската крепост и особено прочутата Лъвска порта, която се отличава с огромни монументални крепостни стени. В епохата на Класическа Гърция, древните елини са смятали, че издигането на тези стени е извън рамките на човешките възможности и вярвали, че те са построени от митичните еднооки великани циклопи, които имали достатъчно сила да повдигнат камъните. Историкът от II в. пр. Хр. Павзаний дори въвежда термина „Циклопски градеж“, с който масивните строежи от тази епоха се наричат и днес. Всеки отделен камък тежал над 6 тона. Подобни масивни укрепления притежават и Пилос, Орхомен и най-вече Тиринт. Отделянето на огромни средства за издигането и поддържането на такива крепости показва, че ахейските държави са водели активна военна политика срещу близки и по-далечни държави и народи.